# ソノラ (カリフォルニア州)
ソノラ（英: Sonora）は、アメリカ合衆国カリフォルニア州の都市。トゥオルミ郡の郡庁所在地である。人口は2000年に4,423人だったが、2010年には4,903人と10.9％増加した。ソノラは郡内唯一の法人化都市である。

## 歴史
ソノラはカリフォルニア・ゴールドラッシュの時にメキシコのソノラ州から来た鉱山師の名残が設立し、カリフォルニア州のマザーロード（金鉱原）で産業と交易のブームの中心だった。伝統的な鉱業技術で取り出すことのできる金の大半は直ぐに抽出され尽くし、鉱山師はより深い場所にある水晶や金を掘り出すためにより複雑で費用のかかる鉱業技術を使うようになった。ソノラや当時の他の鉱山町は金の価格が下がったときに経済的な苦境を経験した。金鉱に簡単に接近できる方法が無くなると、事業家や鉱山師は金を抽出するために金の価値以上の費用が掛かることを認識するようになった。「金フィーバー」が死滅するとソノラの規模と人口も時間と共に確実に縮小していった。
現在ある市内の博物館はゴールドラッシュの時代とソノラがどのような町であったかを住人や観光客に思い出させてくれている。

## 地理

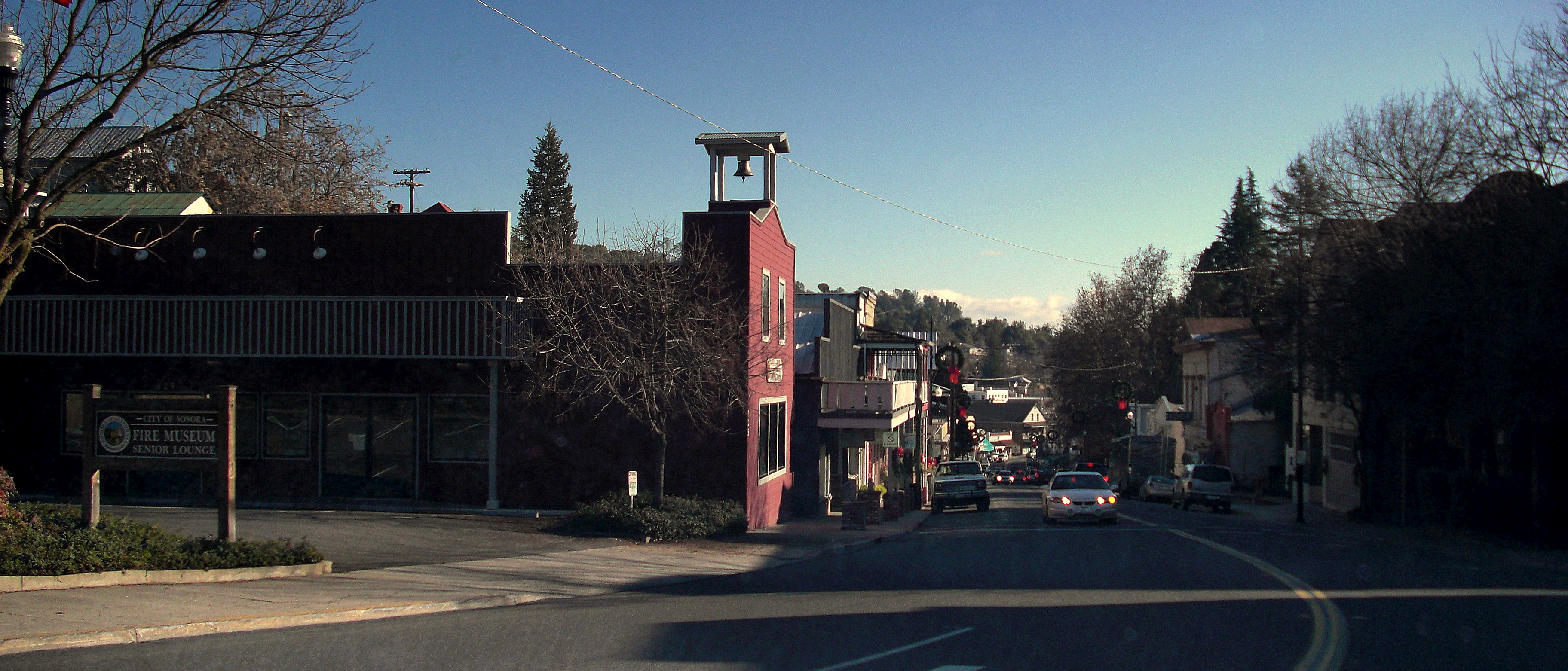
ワシントン通り北沿いのカリフォルニア州道49号線

ソノラは北緯37度59分4秒 西経120度22分54秒 / 北緯37.98444度 西経120.38167度に位置する。カリフォルニア州道49号線と同108号線交差点の近くにある。標高は556メートルである。アメリカ合衆国国勢調査局に拠れば、市域全面積は7.9 km2であり、すべて陸地である。

## 気候
ソノラの冬は冷涼で雨が多く、夏は暑く大半は乾燥している。1月の平均最高気温は 54.5°F(12.5 ℃)、最低気温は 33.5°F(0.8℃) である。7月の平均最高気温は 94.6°F(34.8℃)、最低気温は 58.8°F(14.9℃) である。年間平均で 90°F(32℃) を上回る日は75.5日、32°F(0℃) を下回る日は52.2日ある。過去最高気温は1961年6月22日の 113°F(45℃)、最低気温は1972年12月9日の 8°F(−13℃) である。
年間平均降水量は32.07インチ (815 mm) であり、計測可能な降水日は平均して年間60日ある。雨の大半は11月から4月の間に降る。夏には時として午後や夕方にシエラネバダ山脈から流れ降りて来る雷雨がある。最も雨が多かった年は1940年で46.67インチ (1,185 mm)、雨が少なかった年は1976年で15.06インチ (383 mm) だった。1ヶ月間の降水量が最も多かったのは1955年12月の21.69インチ (551 mm)、24時間雨量で最も多かったのは同年12月27日の7.10インチ (180 mm) だった。年間平均降雪量はわずか4.7インチ  (12 cm) である。1ヶ月間に最も降雪が多かったのは1933年1月の30.5インチ (77 cm) だった。

## 人口動態
以下は2000年の国勢調査による人口統計データである。
| 基礎データ - 人口: 4,610人 - 世帯数: 2,051世帯 - 家族数: 1,046家族 - 人口密度: 561.8人/km2（1,456.2人/mi2） - 住居数: 2,197軒 - 住居密度: 279.0軒/km2（723.3軒/mi2） 人種別人口構成 - 白人: 91.4% - アフリカン・アメリカン: 0.7% - ネイティブ・アメリカン: 1.5% - アジア人: 1.2% - 太平洋諸島系: 0.1% - その他の人種: 2.0% - 混血: 3.1% - ヒスパニック・ラテン系: 8.4% 年齢別人口構成 - 18歳未満: 20.4% - 18-24歳: 9.5% - 25-44歳: 26.3% - 45-64歳: 23.5% - 65歳以上: 20.4% - 年齢の中央値: 41歳 - 性比（女性100人あたり男性の人口） - 総人口: 82.8 - 18歳以上: 71.1 | 世帯と家族（対世帯数） - 18歳未満の子供がいる: 24.0% - 結婚・同居している夫婦: 33.2% - 未婚・離婚・死別女性が世帯主: 14.0% - 非家族世帯: 49.0% - 単身世帯: 40.3% - 65歳以上の老人1人暮らし: 15.0% - 平均構成人数 - 世帯: 2.06人 - 家族: 2.75人 収入と家計（2007年推計） - 収入の中央値 - 世帯: 28,858米ドル - 家族: 39,722米ドル - 性別 - 男性: 40,958米ドル - 女性: 26,111 米ドル - 人口1人あたり収入: 19,248米ドル - 貧困線以下 - 対人口: 16.9% - 対家族数: 10.9% - 18歳未満: 22.8% - 65歳以上: 7.2% |

## 経済
ソノラの経済は大半が観光産業で持っている。ソノラで唯一操業していた製剤所が閉鎖されて多くの人々を失業させた。

## 教育
コロンビア・コミュニティ・カレッジがトウォルミ郡で唯一のカレッジであり、准学士号を提供している。大学への進学を望む者は80キロメートル離れたマーセド郡マーセドにあるカリフォルニア大学マーセド校あるいはスタニスラウス郡ターロックのカリフォルニア州立大学スタニスラウス校まで通学する必要がある。

## 政治

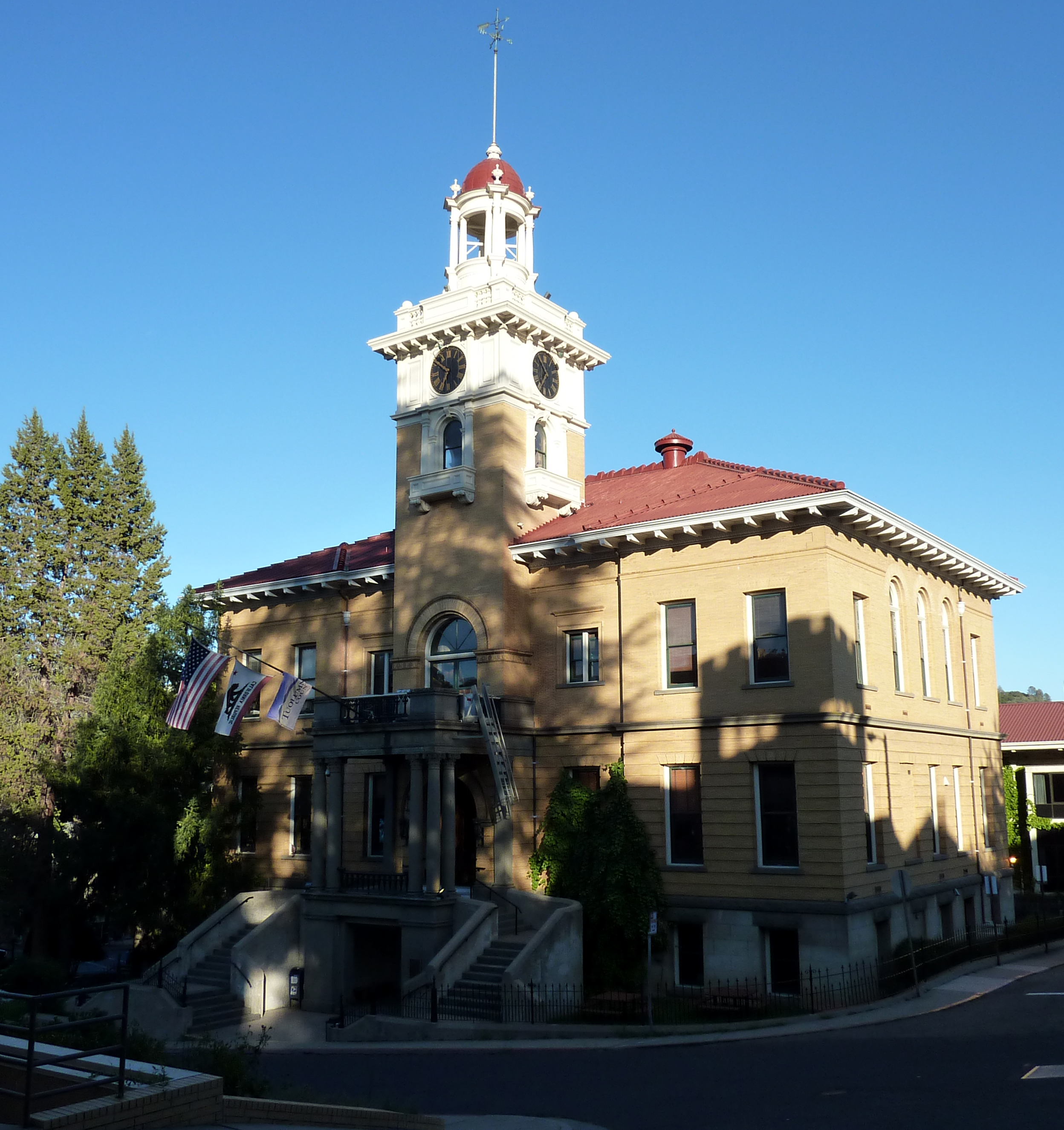
トゥオルミ郡庁舎はアメリカ合衆国国家歴史登録財に登録されている

カリフォルニア州議会では、上院の第14および下院の第25選挙区に属している。連邦議会下院ではカリフォルニア州第19選挙区に属し、クック投票動向指数では共和党+10となっている。2010年時点ですべて共和党議員が務めている。

## 文化と芸術
トゥオルミ郡映画委員会はソノラを「国内で最も融通の利く場所の一つ」と表現しており、「300以上の映画やテレビ番組」が制作されてきた。

## 著名な出身者と住人
- ボーン・アームストロング – 俳優、映画『スタートレック』に出演
- メルビン・ベイ – 弁護士
- ジャック・カシネット – 画家
- フィル・コーク – メジャーリーグベースボールの選手
- モリー・カルバー - 女優
- フランシス・"ロッコ"・プレスティア - バンドのタワー・オブ・パワーのベース奏者
- チャールズ・デルショー – アウトサイダー・アーティスト
- ブルック・ヘイブン – ポルノ女優
- ジェイムズ・P・ホーガン – SF作家
- ジェニー・オハラ – 女優
- ジョシュ・パリー - NFLアメリカンフットボール選手
- サン・パストリニ – NFLアメリカンフットボール選手